# Transilien N
| Ein Zug der Linie N im Bahnhof von Meudon |                      |
|                                           |                      |
| Streckenlänge:                            | 117 km               |
| Spurweite:                                | 1435 mm (Normalspur) |
|                                           |                      |
| Fahrgäste täglich                         | 117.000              |
| Stationen                                 | 35                   |
| Eröffnung 0                               | 2004 0               |

Die Linie Transilien N ist Bestandteil des Transilien-Netzes im Ballungsraum Paris. Sie verbindet das Zentrum von Paris mit den südwestlichen Vorstädten. Startpunkt der Linie ist der Bahnhof Paris Montparnasse. In ihrem Verlauf teilt sich die Linie in drei Zweige auf. Endpunkte der Zweige sind die Bahnhöfe von Mantes-la-Jolie, Dreux und Rambouillet.

## Geschichte
Am 10. September 1840 wurde die Strecke Paris-Montparnasse–Viroflay-Rive-Gauche als Teil der Bahnstrecke Paris–Brest eröffnet. Drei Jahre später, am 9. Mai 1843, erfolgte dann die Eröffnung des Streckenabschnitts Épône-Mézières–Mantes-la-Jolie, der Teil der Bahnstrecke Paris–Havre ist. Eine Verlängerung von Viroflay-Rive-Gauche nach Rambouillet wurde schließlich am 12. Juli 1849 in Betrieb genommen.
Ende 2004 wurde dann auf dieser Strecke die Transilien-Linie N in Betrieb genommen.

## Linienverlauf

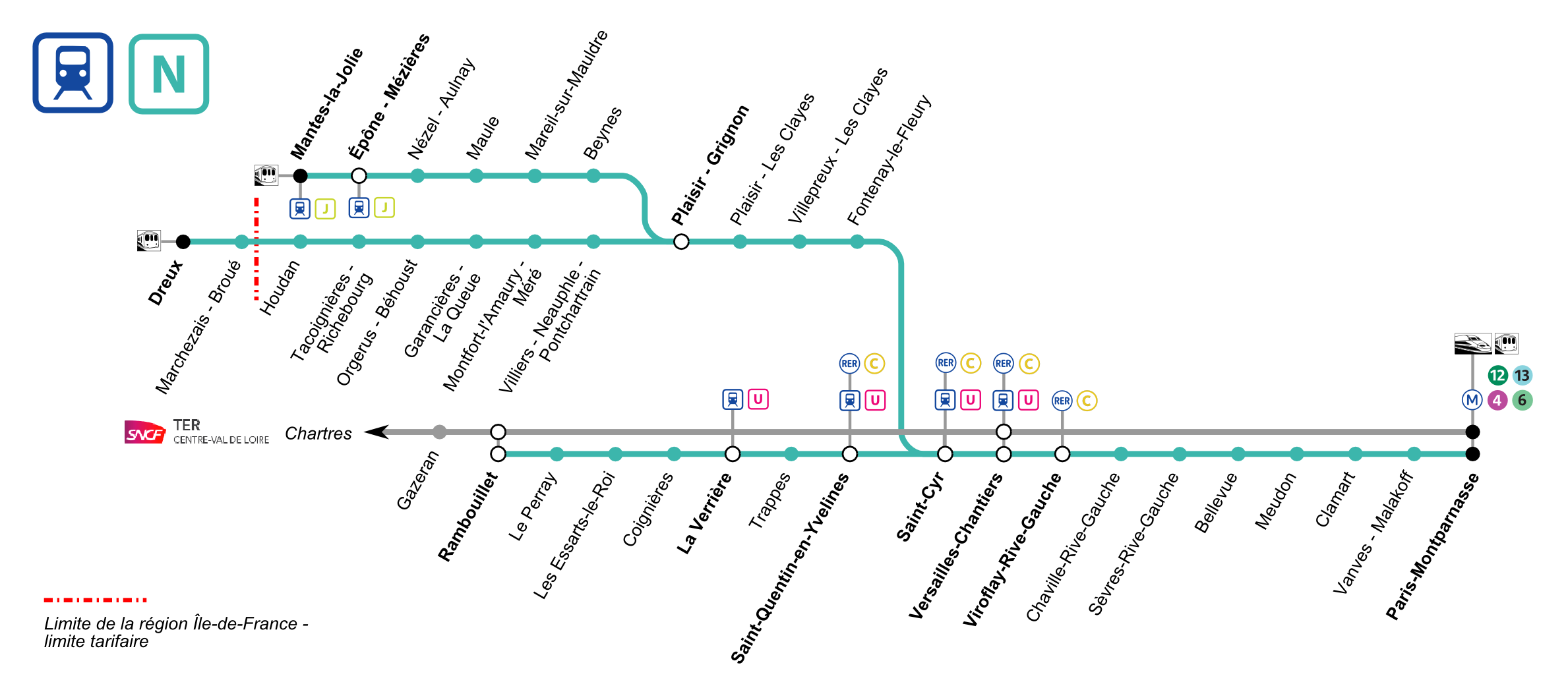
Netzplan Transilienlinie N

## Umsteigemöglichkeiten
- In Paris-Montparnasse:

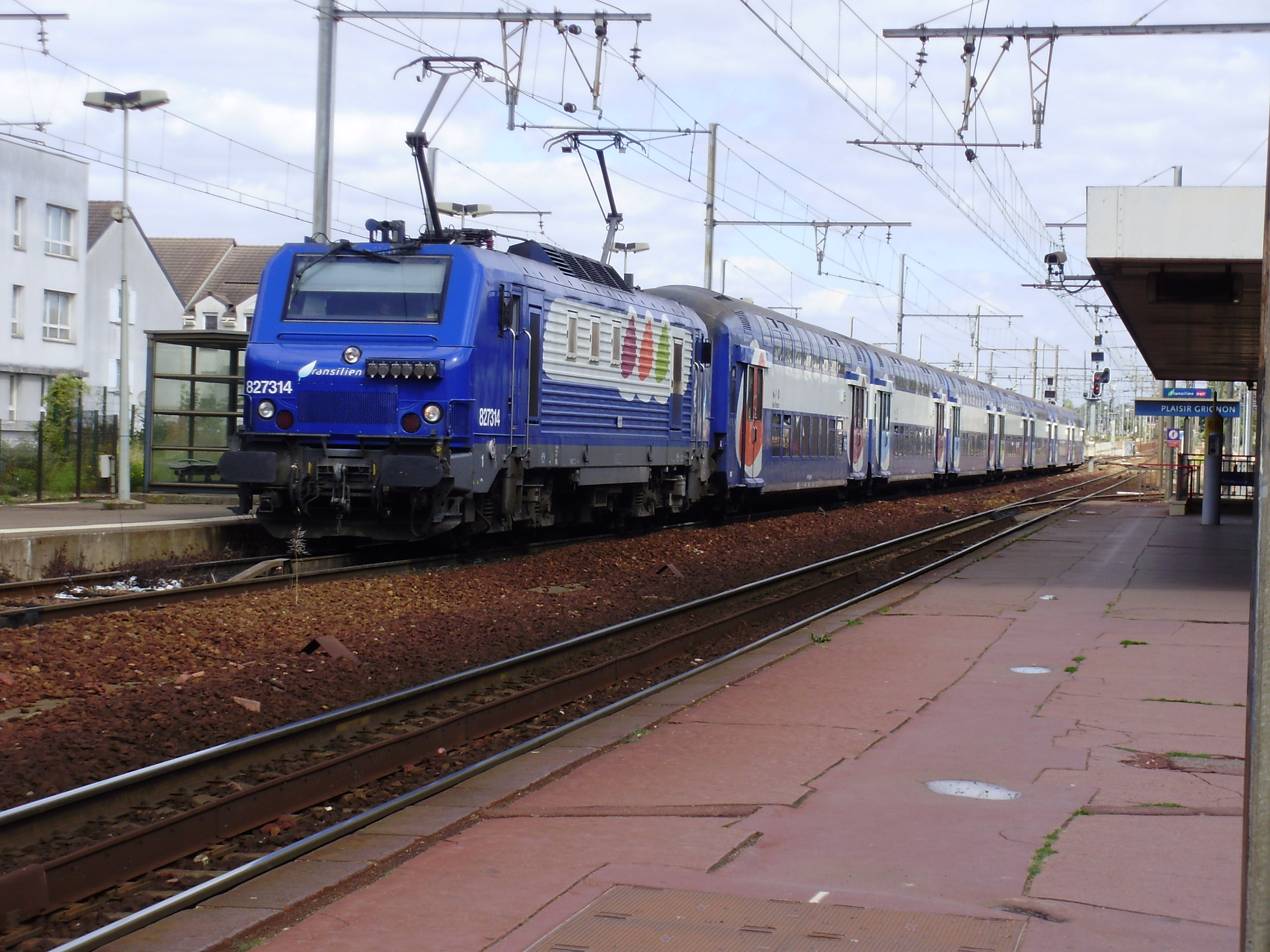
Ein Zug der Linie N im Bahnhof Plaisir-Grignon

- In Viroflay-Rive-Gauche:
- In Versailles-Chantiers:     , TER Centre, TER Pays de la Loire, TGV
- In Saint-Cyr:
- In Saint-Quentin-en-Yvelines:
- In Trappes:
- In La Verrière:
- In Rambouillet: TER Centre
- In Épône-Mézières:
- In Mantes-la-Jolie:  , TER Haute-Normandie, Intercités Normandie, TGV
- In Dreux: Intercités Normandie, TER Basse-Normandie, TER Haute-Normandie, TER Centre